# Jimmy Gilmour
Jimmy Gilmour (Bellshill, 17 december, 1961 is een Schots voormalig voetballer die als vleugelspeler speelde. Gilmour speelde voor Queen's Park, Partick Thistle, Falkirk, Kilmarnock, Stirling Albion, Clyde, Dumbarton en Alloa Athletic.  

## Erelijst met Dumbarton FC
- Scottish Second Division (1×) 1991-92